# Marc Webb
Marc Webb (Bloomington, Indiana, 1974. augusztus 31. –) amerikai rendező. Ő volt a rendezője a 2009-ben bemutatott 500 nap nyár című filmnek.

## Munkássága
Kisfilmeket, videóklipeket vagy reklámfilmeket rendez. Egy video szakbizottság tagja látta az egyik kisfilmjét, és onnantól kezdve beindult Marc videóklip-rendező karrierje. Először megalapította a saját vállalatát, a Naked-et, majd leszerződött a DNA-hoz (Hollywood, Kalifornia) és az Academy Productions Ltd-hez (UK).
Azóta számos videót rendezett kevésbé ismert és ismertebb előadóknak is. A legtöbben „visszatérnek hozzá”: általában egy előadónak nem csak egy videót rendez.

## Videográfia
- Idols – My Star
- B’z – Tonight To The Moonlit Hill
- Blues Traveler – Canadian Rose (1997)
- Earth to Andy – Still After You (1999 augusztusa)
- Cold – Just Got Wicked (2000 szeptembere)
- Santana feat. Musiq – Nothing At All (2000)
- On the Line All Stars feat. Lance Bass – On the Line (2001)
- Anastacia – Not that Kind of Girl (2001 januárja)
- Backstreet Boys – Invitation Only (2001)
- 3 Doors Down – Duck And Run (2001)
- Good Charlotte – Motivation Proclamation (2001 februárja)
- AFI – Days of the Phoenix (2001 márciusa)
- Big Dumb Face – Duke Lion (2001 májusa)
- Oleander – Are You There? (2001)
- Green Day – Waiting (2001 júniusa)
- Green Day - 21st Century Breakdown
- Good Charlotte – Festival Song (2001 júliusa)
- Professional Murder Music – Slow (2001 augusztusa)
- Stereomud – Pain (2001 augusztusa)
- Godhead – Eleanor Rigby (2001)
- Live feat. Tricky – Simple Creed (2001 augusztusa)
- Pressure 4-5 – Beat the World (2001 októbere)
- Tru Vibe – On The Line (2001)
- Unwritten Law – Seein' Red (2002 februárja)
- Counting Crows – American Girls (2002 júniusa)
- Soil – Unreal – (2002 júniusa)
- Puddle of Mudd – She Hates Me (2002 augusztusa)
- Maroon5 – Harder to Breathe (2002 augusztusa)
- Hatebreed – I Will Be Heard (2002 szeptembere)
- The Wallflowers – When You’re On Top (2002 októbere)
- O-Town – These are The Days (2002 novembere)
- Disturbed – Remember (2002)
- Cold – Stupid Girl (2003)
- P.O.D. – Sleeping Awake (2003 júniusa)
- AFI – The Leaving Song Part II (2003 júniusa)
- Santana & Alex Band – Why Don't You & I? (2003 júniusa)
- 3 Doors Down – Here Without You (2003 júliusa)
- Memento – Saviour (2003)
- W – Say You Will (2003 júliusa)
- MxPx – Everything Sucks (2003 novembere)
- P.O.D. – Will You (2003)
- Brand New – Sic Transit Gloria… Glory Fades (2003 decembere)
- P.O.D. – Change The World (2004)
- Gavin DeGraw – I Don’t Want to Be (2004 márciusa)
- Smile Empty Soul – Silhouettes (2004)
- Puddle of Mudd – Heel Over Head (2004 áprilisa)
- Midtown – Give It Up (2004 áprilisa)
- Yellowcard – Ocean Avenue (2004 májusa)
- My Chemical Romance – I'm Not Okay (I Promise) (2004 augusztusa)
- Sparta – Breaking the Broken (2004 szeptembere)
- Jesse McCartney – Beautiful Soul (2004 novembere)
- Dirty Vegas – Walk In To The Sun (2004)
- Coheed and Cambria – Blood Red Summer (2004 novembere)
- Switchfoot – Dare You to Move (version 2) (2004 novembere)
- Hoobastank – Disappear (2004 novembere)
- Jimmy Eat World – Work (2005 januárja)
- Daniel Powter – Bad Day (2005 januárja)
- The Used – All that I’ve Got (2005 januárja)
- My Chemical Romance – Helena (2005 februárja)
- Snow Patrol – Chocolate (2005 februárja)
- Low Millions – Eleanor (2005 februárja)
- Trey Songz feat. Twista – Gotta Make It (2005 májusa)
- Antigone Rising – Don’t Look Back (2005 májusa)
- Hot Hot Heat – Middle of Nowhere (2005 májusa)
- Incubus – Make a Move (2005 júniusa)
- Hilary Duff – Wake Up (2005 júliusa)
- My Chemical Romance – The Ghost of You (2005 júliusa)
- Ashlee Simpson – Boyfriend (2005 októbere)
- Daniel Powter – Free Loop (One Night Stand) (2005 októbere)
- Yellowcard – Lights and Sounds (2005 novembere)
- Weezer – Perfect Situation (2005 novembere)
- All American Rejects – Move Along (2006 januárja)
- Matisyahu – Youth (2006 februárja)
- Aly & AJ – Rush (2006 márciusa)
- Daniel Powter – Lie To Me (2006 márciusa)
- Yellowcard – Rough Landing, Holly (2006 márciusa)
- AFI – Miss Murder (2006 májusa)
- Ashlee Simpson – Invisible (2006 júniusa)
- Fergie – London Bridge (2006 júliusa)
- Regina Spektor – Fidelity (2006 júliusa)
- Evanescence – Call Me When You're Sober (2006 augusztusa)
- AFI – Love Like Winter (2006 szeptembere)
- The Pussycat Dolls feat. Timbaland – Wait A Minute (2006 októbere)
- Barefoot – Rain (2006 ősze)
- Teddy Geiger – These Walls (2006 ősze)
- Good Charlotte – The River (2007 tele)
- Relient K – Must Have Done Something Right (2007 tele)
- Diddy – Last Night – (2007 tele)
- My Chemical Romance – I Don’t Love You (2007 februárja)
- My Chemical Romance – Teenagers (2007 májusa)
- Evanescence – Good Enough – TBA ( Rich Lee társrendezővel)
- Blaqk Audio – Stiff Kittens
- Regina Spektor – Better
- Fergie – Clumsy (Rich Lee társrendezővel)
- Lenny Kravitz – I’ll Be Waiting
- Nelly feat. Fergie – Party People

## Stílus
Marc videói általában felismerhetőek, főleg a rock videók. Ezekben jellegzetes a fény- és színvilág. A színek közül a főszerepben a piros, a fekete és a fehér állnak (jó példa erre az Evanescence- Call me When you're Sober és a My Chemical Romance- Helena), az összhatás pedig általában antik, gótikus ( The Used- All That I’ve got). Jellegzetessége a videóinak, hogy a tartalmuk nem feltétlenül egy adott cselekményre épülnek, tehát e legtöbbször ő maga se tudja megmondani, hogy miről is szól (jó példa az AFI Miss Murder)
Előfordul, hogy a videókhoz „director’s cut” verziót is készít, vagyis a számot megtoldja az előadó egy másik számával, és így készít a videóhoz egy felvezetést. (AFI-Love Like Winter, Miss Murder).
Trükkök
A videóiban nincsenek igazán drága megoldások és hatalmas trükkök, de a koreográfiában elég jellegzetes a „fellógatás”, amikor az előadókat kötéllel rögzítve emeli fel, és úgy pörgeti a levegőben, vagy csak egyszerűen lebegteti őket.
Marc báránya
Marc Webb jele egy fekete alapon lévő fehér bárány; ez a szimbólum található a honlapján és egy-két általa rendezett videóban.

## Egyéb rendezői munkák
- (500) Days of Summer (2009)